# TP d'Or 1980
Els premis TP d'Or 1980 foren entregats a l'Hotel Melià Castilla de Madrid el 16 de març de 1981. L'acte fou presidit per Jesús Picatoste en representació del Director general de RTVE Fernando Castedo.
| Categoria                          | Programa                                 | Persona                                  | Resultat       |
| ---------------------------------- | ---------------------------------------- | ---------------------------------------- | -------------- |
| Actor                              | Estudio 1                                | José Bódalo                              | Guanyador      |
| Actor                              | Estudio 1                                | Manuel Tejada                            | 2 Classificat  |
| Actor                              | Estudio 1                                | Pedro Osinaga                            | 3 Classificat  |
| Actriu                             | Fortunata y Jacinta                      | Ana Belén                                | Guanyadora     |
| Actriu                             | Fortunata y Jacinta                      | Maribel Martín                           | 2 Classificada |
| Actriu                             | Estudio 1                                | Lola Herrera                             | 3 Classificada |
| Presentador                        | Cosas                                    | Joaquín Prat                             | Guanyador      |
| Presentador                        | De cerca                                 | Jesús Hermida                            | 2 Classificat  |
| Presentador                        | La clave                                 | José Luis Balbín                         | 3 Classificat  |
| Presentadora                       | Cosas                                    | Marisa Abad                              | Guanyadora     |
| Presentadora                       | Gente hoy                                | Mari Cruz Soriano                        | 2 Classificada |
| Presentadora                       | Crónica 3                                | Rosa María Mateo Isasi                   | 3 Classificada |
| Personatge más popular             | El español y los siete pecados capitales | Juanjo Menéndez i Jesús Puente           | Guanyadora     |
| Personatge más popular             | Barrio Sésamo                            | Gallina Caponata                         | 2 Classificat  |
| Personatge más popular             | Ruy, el pequeño Cid                      | Ruy                                      | 3 Classificat  |
| Serie Nacional                     | Fortunata y Jacinta                      | Fortunata y Jacinta                      | Guanyadora     |
| Serie Nacional                     | Estudio 1                                | Estudio 1                                | 2 Classificada |
| Serie Nacional                     | El español y los siete pecados capitales | El español y los siete pecados capitales | 3 Classificada |
| Sèrie Estrangera                   | Eduardo y la Señora Simpson              | Eduardo y la Señora Simpson              | Guanyadora     |
| Sèrie Estrangera                   | Con ocho basta                           | Con ocho basta                           | 2 Classificada |
| Sèrie Estrangera                   | Hombre rico, hombre pobre                | Hombre rico, hombre pobre                | 3 Classificada |
| Programa informatiu i d'actualitat | Vivir cada día                           | Vivir cada día                           | Guanyador      |
| Programa informatiu i d'actualitat | Informe semanal                          | Informe semanal                          | 2 Classificat  |
| Programa informatiu i d'actualitat | La clave                                 | La clave                                 | 3 Classificat  |
| Programa divulgatiu i cultural     | Más vale prevenir                        | Más vale prevenir                        | Guanyador      |
| Programa divulgatiu i cultural     | Un mundo para ellos                      | Un mundo para ellos                      | 2 Classificat  |
| Programa divulgatiu i cultural     | Vivir cada día                           | Vivir cada día                           | 3 Classificat  |
| Programa musical i d'entreteniment | Aplauso                                  | Aplauso                                  | Guanyador      |
| Programa musical i d'entreteniment | Cosas                                    | Cosas                                    | 2 Classificat  |
| Programa musical i d'entreteniment | Retrato en vivo                          | Retrato en vivo                          | 3 Classificat  |
| Programa infantil                  | El gran circo de TVE                     | El gran circo de TVE                     | Guanyador      |
| Programa infantil                  | Barrio Sésamo                            | Barrio Sésamo                            | 2 Classificat  |
| Programa infantil                  | Don Quijote de La Mancha                 | Don Quijote de La Mancha                 | 3 Classificat  |